# Vicq (Yvelines)
Vicq – miejscowość i gmina we Francji, w regionie Île-de-France, w departamencie Yvelines.
Według danych na rok 1990 gminę zamieszkiwało 257 osób, a gęstość zaludnienia wynosiła 58 osób/km² (wśród 1287 gmin regionu Île-de-France Vicq plasuje się na 954. miejscu pod względem liczby ludności, natomiast pod względem powierzchni na miejscu 718.).